# Flight of the Navigator
Flight of the Navigator of De kleine astronaut is een Amerikaanse sciencefictionfilm van Disney uit 1986, geregisseerd door Randal Kleiser. Deze werd genomineerd voor Saturn Awards voor beste jonge acteur (Joey Cramer), beste regisseur en beste sciencefictionfilm.

## Verhaal
Het verhaal begint in 1978. De twaalfjarige David Scott Freeman verliest na een val in het bos het bewustzijn. Hij komt weer bij en denkt dat hij maar een paar minuten buiten westen is geweest. Wanneer hij echter terugkeert bij zijn huis, blijkt het acht jaar later te zijn. Hijzelf is lichamelijk nog altijd 12 jaar oud, maar iedereen die hij kende is acht jaar ouder geworden. De politie staat dan ook voor een raadsel, en David wordt het middelpunt van de media-aandacht. Hij wordt naar een ziekenhuis gebracht voor onderzoek.
Ondertussen stort een buitenaards ruimteschip neer op aarde na een botsing met enkele hoogspanningsmasten. NASA-medewerkers proberen het schip te onderzoeken, maar krijgen het niet open. Tijdens onderzoek in het ziekenhuis blijkt Davids brein echter informatie over dit schip te bevatten. Verder blijkt hij kennis te bezitten over buitenaardse data en sterrenkaarten, waaronder een van een planeet genaamd Phaelon.
Het schip zoekt telepathisch contact met David. David ontsnapt uit zijn ziekenhuiskamer en begeeft zich naar de hangar waar het schip staat. Het schip gaat voor hem open. Aan boord vindt David de robotische piloot, die hij de naam Max geeft. Hij refereert aan David als “navigator”. Het schip vliegt weg uit de hangar en vestigt zich op de bodem van de Golf van Mexico.
Max vertelt David eindelijk wat er gaande is. Hij is een schip geprogrammeerd om overal in het universum levensvormen te verzamelen voor onderzoek. Hij heeft om die reden David meegenomen na zijn val. Omdat uit onderzoek bleek dat mensen maar 10% van hun hersenen gebruiken, zag hij in David de perfecte kandidaat voor een experiment waarbij de rest van zijn brein werd gebruikt als opslag voor informatie. De reis naar Phaelon en het onderzoek duurden maar een paar uur, maar door het tijdverschil dat ontstaat indien men reist met lichtsnelheid is het in die paar uur op aarde acht jaar later geworden. Normaal gesproken brengt Max nadat het onderzoek is voltooid de levensvormen terug in de tijd naar het exacte moment waarop hij ze meenam, zodat het lijkt alsof ze nooit weg zijn geweest. Maar omdat mensen de tijdreis mogelijk niet overleven besloot hij dit bij David niet te doen.
Max onthult vervolgens dat hij door de botsing met de hoogspanningsmasten zijn eigen sterrenkaarten is kwijtgeraakt, en die in Davids brein nodig heeft om de weg terug naar Phaelon te vinden. David wil echter eerst zijn familie weer opzoeken en neemt zelf de controle over het schip. Wat volgt is een reis over de wereld waarbij Max en David worden achtervolgd door NASA.
Uiteindelijk bereikt David zijn huis, maar hij beseft al snel dat de dingen nooit meer hetzelfde zullen zijn daar hij altijd gezien zal worden als iets absurds door wat hij heeft meegemaakt. In plaats van uit te stappen vraagt hij Max of hij hem toch terug wil brengen naar 1978, ondanks het risico dat hij dit mogelijk niet zal overleven. Max stemt uiteindelijk toe. De gok pakt goed uit en David arriveert ongedeerd in 1978, slechts enkele minuten nadat Max hem oorspronkelijk had meegenomen. Max vertrekt weer met het bericht dat hij en David elkaar weer zullen zien.

## Rolverdeling
| Acteur               | Personage              |
| -------------------- | ---------------------- |
| Joey Cramer          | David Scott Freeman    |
| Paul Reubens         | Trimaxion (Max)        |
| Veronica Cartwright  | Helen Freeman          |
| Cliff De Young       | Bill Freeman           |
| Sarah Jessica Parker | Carolyn McAdams        |
| Matt Adler           | Jeff Freeman (16 jaar) |
| Howard Hesseman      | Dr. Faraday            |
| Robert Small         | Troy                   |
| Albie Whitaker       | Jeff Freeman (8 jaar)  |
| Jonathan Sanger      | Dr. Carr               |

## Achtergrond
Bij de originele uitgave in 1986 was de Flight of the Navigator niet echt een groot succes. In totaal bracht de film slechts 18 miljoen dollar op. In latere jaren kreeg de film echter een cultstatus. De film werd onder andere heruitgebracht als onderdeel van The Wonderful World of Disney, waarbij de film een stuk beter werd ontvangen. De film betekende daarmee een heropleving voor Disneys live-action filmtak.
Flight of the Navigator was de eerste film opgenomen in 35 mm formaat waarbij de techniek environment mapping werd gebruikt. Tevens maakt de film gebruik van computeranimatie, verzorgd door Omnibus Graphics.
Anders dan vaak wordt gedacht werd er geen computeranimatie gebruikt voor de vloeibare trap die toegang geeft tot het ruimteschip. Deze scène werd opgenomen met stop motion. Voor de buitenscènes met het ruimteschip werden twee modellen gemaakt; een met een opening en een met een dichte romp. Deze werden gemaakt uit dunne houtplaten op een metalen frame.

### Soundtrack
De muziek voor de film is gecomponeerd door Alan Silvestri.
1. Theme from "Flight of the Navigator"
2. "Main Title"
3. "The Ship Beckons"
4. "David In The Woods"
5. "Robot Romp"
6. "Transporting The Ship"
7. "Ship Drop"
8. "Have To Help a Friend"
9. "The Shadow Universe"
10. "Flight"
11. "Finale"

## Prijzen en nominaties
- Saturn Award
  - Genomineerd: Beste regisseur (Randal Kleiser)
  - Genomineerd: Beste jonge acteur (Joey Cramer)
  - Genomineerd: Beste sciencefictionfilm
- Young Artist Award
  - Genomineerd: Beste familiefilm